# Earl Johnson
Robert Earl Johnson (ur. 10 marca 1891 w Woodstock w Wirginii, zm. 19 listopada 1965 w Pittsburghu) – amerykański lekkoatleta (długodystansowiec), dwukrotny medalista olimpijski z 1924.
Odpadł w eliminacjach biegu na 10 000 metrów na igrzyskach olimpijskich w 1920 w Antwerpii.
Na kolejnych igrzyskach olimpijskich w 1924 w Paryżu zdobył brązowy medal w biegu przełajowym (za Finami Paavo Nurmim i Ville Ritolą), a także srebrny medal w klasyfikacji drużynowej tego biegu, wraz z Arthurem Studenrothem, który indywidualnie zajął 6. miejsce i Augustem Fagerem, który indywidualnie był 8. Bieg był rozgrywany w upale i ukończyło go tylko 15 zawodników na 38 startujących. Johnson wystąpił na tych igrzyskach również w biegu na 10 000 metrów, w którym zajął 8. miejsce.
Johnson był mistrzem Stanów Zjednoczonych (AAU) w biegu na 5 mil w latach 1921-1923 oraz wicemistrzem na tym dystansie w 1918, a także mistrzem w biegu na 10 mil na szosie w 1921 i 1924.